# 前461年
| 千纪： | 前1千纪 |
| 世纪： | 前6世纪 \| 前5世纪 \| 前4世纪 |
| 年代： | 前490年代 \| 前480年代 \| 前470年代 \| 前460年代 \| 前450年代 \| 前440年代 \| 前430年代                                                                                           |
| 年份： | 前466年 \| 前465年 \| 前464年 \| 前463年 \| 前462年 \| 前461年 \| 前460年 \| 前459年 \| 前458年 \| 前457年 \| 前456年                                                             |
| 纪年： | 周貞定王八年 魯悼公七年 齊平公二十年 晉出公十四年 趙襄子十五年 秦厉共公十六年 楚惠王二十八年 宋昭公八年 衛敬公四年 蔡声侯十一年 鄭哀公二年 燕孝公三十二年 越王鹿郢三年 杞哀公十年 |

## 大事記
- 晋伐西戎大荔．取王城。
- 秦发兵二万伐大荔，夺取其王城。
- 雅典公民团制定法律。
- 客蒙(Kimon)被放逐。
- 伯里克利成为雅典重要领导人。
- 古希腊哈卡利那苏城发生内战

## 逝世
- 厄菲阿尔特，激进的雅典民主派领袖（被暗杀）